# President's House

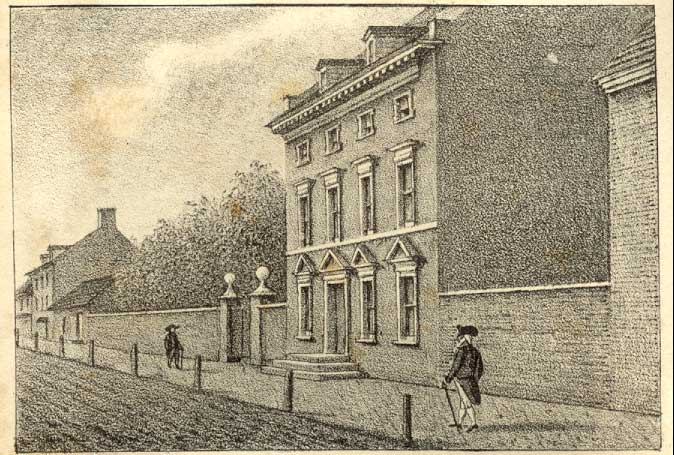
La President's House dans Annals of Philadelphia (1830).

La President's House fut la première résidence officielle du président des États-Unis, lorsque la capitale fédérale américaine se trouvait alors à Philadelphie, en Pennsylvanie.

## Histoire
Située au 500 block de Market Street, elle servit de résidence aux deux premiers présidents en exercice : George Washington de 1790 à 1797 et John Adams de 1797 à 1800.
C'est dans cette maison qu'ont été signés entre autres le Fugitive Slave Act of 1793 et les Alien and Sedition Acts. La maison a aussi été le lieu du début de la trahison de Benedict Arnold.
Cette habitation avait été construite à la fin des années 1760 par Mary Lawrence Masters, veuve de William Masters, l'une des personnes les plus riches de la province de Pennsylvanie. Elle la céda à sa fille ainée lors du mariage de celle-ci avec Richard Penn (en), lieutenant-gouverneur de la colonie et petit-fils du fondateur de la province, William Penn.
La partie principale de résidence fut démolie en 1832. Seuls les murs est et ouest restèrent en place et servirent de murs mitoyens pour les constructions voisines, jusqu'à leur démolition dans les années 1950, afin d'aménager l'Independence Mall (en).  

## Source
- (en) histoire de la maison sur ushistory.org